# Tetraedrita-(Zn)
La tetrahedrita-(Zn) és un mineral de la classe dels sulfurs que pertany al subgrup de la tetraedrita.

## Característiques
La tetrahedrita-(Zn) és una sulfosal de fórmula química Cu₆(Cu₄Zn₂)Sb₄S₁₂S. Cristal·litza en el sistema isomètric.

## Formació i jaciments
Va ser descrita a partir de les mostres recollides a dos indrets: la prospecció Namex, situada a la localitat de Huffman del districte de Sudbury (Ontario, Canadà), i a Horhausen, a la localitat de Altenkirchen-Flammersfeld (Renània-Palatinat, Alemanya). Tot i no tractar-se d'una espècie gaire habitual ha estat descrita en jaciments d'arreu del planeta excepte a Oceania i l'Antàrtida. Als territoris de parla catalana ha estat descrita a la mina de Les Ferreres (Camprodon, Ripollès).